# Alexis de Gourgues
Pour les autres membres de la famille, voir Famille de Gourgue.
Vicomte Alexis Joseph Dominique de Gourgues, ou Alexis de Gourgue, haut fonctionnaire français ayant démissionné en 1830 à cause de ses convictions politiques, archéologue et historien du Périgord, membre fondateur de la Société historique et archéologique du Périgord et numismate, né à Bordeaux le 12 octobre 1801, et mort dans la même ville le 17 février 1885.

## Biographie
Alexis de Gourgues est le fils de Joseph-Marie de Gourgue (1768-1832), dernier maire de Bordeaux sous Louis XVIII (1816-1823) et député de la Gironde (1821-1827), et d'Augustine Marie Renée Lecointe de la Grave.
Il a fait ses études à Bordeaux où son père a acheté l'hôtel de Gourgue. Il va finir ses études à Paris dans l'institution de l'abbé Liautard, devenu ensuite le collège Stanislas, puis passe sa licence en droit à la Faculté de Paris sous la direction du professeur Xavier de Portets (Saint-Sever, 1786-Paris, 1854), professeur à la Faculté de droit de Paris et au Collège de France à la chaire de droit de la nature et des gens, un ami de la famille. Brillant orateur, il entre comme auditeur au Conseil d'État à l'âge de 25 ans.
Il se marie en 1821 à Augusta-Philippine de Prunelé dont il a six enfants.
Il est maître des requêtes au Conseil d'État quand il démissionne, en 1830, à cause de ses convictions politiques royalistes et son attachement à la famille des Bourbons. Il s'est retiré dans son château de Lanquais. Il a été maire de la commune de Lanquais de 1828 à 1831 et de 1866 à 1876.
Revenu au pays, il va se tourner vers l'archéologie et l'histoire locale avec l'appui de son beau-frère Charles Desmoulins (ou Des Moulins). Il parcourt l'Aquitaine et réunit une riche collection numismatique qui a été dispersée entre les différents héritiers.
La révolution de 1848 le fait revenir en politique. Il est élu conseiller général du canton de Lalinde, mais le Second Empire le fait revenir à ses études scientifiques ne voulant pas prêter serment.
En 1861, le ministre de l'Instruction publique et des Cultes, Gustave Rouland, envisage de réaliser une description générale de la France. Alexis de Gourgues publie alors un mémoire, Dordogne, noms anciens de lieux du département, qui est devenu en 1873 Dictionnaire topographique du département de la Dordogne. Il montre que les noms des lieux-dits sont antérieurs à l'occupation romaine et que beaucoup ont des radicaux évoquant l'eau, les bois et les forêts de la région.
À la demande de Mgr Dabert, évêque de Périgueux, il rédige la Notice sur le Saint-Suaire. Le pape Pie IX lui a adressé le 13 novembre 1869 un bref propria manu dans lequel il apprécie le livre.
Atteint de cécité, ne pouvant plus poursuivre ses études, il s'est retiré dans l'hôtel de Gourgue, cours de Gourgue, à Bordeaux, où il est mort le 17 février 1885.
Il est membre de :
- Correspondant du Ministère de l'Instruction publique pour les travaux historiques,
- l'Institut des Provinces,
- la Société française d'archéologie, inspecteur
- Correspondant de l'Académie des Sciences, Lettres et Arts de Bordeaux,
- la Société archéologique du Midi,
- la Société historique et archéologique du Périgord.

## Distinction
- Officier d'Académie, en 1872.

## Publications
- Essai sur les monnaies frappées en Périgord, 1841
- « Notice sur trois églises du Lavedan, Lau, Luz et Saint-Savin », dans Sites et monuments de la Bigorre, Pau, 1842
- Observations sur le monnayage des deux duchés d'Aquitaine et de Gascogne, 1843
- Des Communes en Périgord, Imprimerie Dupont, Périgueux, 1843
- « Note sur une monnaie inédite du Bourbonnais portant les croisettes de Bordeaux, et sur l'atelier monétaire de Dax », dans Recueil des actes de l'Académie des sciences, belles-lettres et arts de Bordeaux, 1849, 11e année, p. 319-325 (lire en ligne)
- « Observations au sujet de la Dissertation sur deux rocs branlants du Nontronais, par M. Ch. Des Moulins, insérée dans le 3e numéro des Actes de l'Académie pour l'année 1849; par M. Alexis de Gourgues », dans Recueil des actes de l'Académie des sciences, belles-lettres et arts de Bordeaux, 1850, 12e année, p. 547-568
- « Notice sur les fortifications de la ville de Domme », dans Bulletin du Comité historique des arts et monuments, 1851, tome 2, p. 99
- « Communications diverses sur Montaigne, sur des sceaux, sur des chants populaires », dans Bulletin du Comité de la langue, de l'histoire et des arts de la France, Imprimerie impériale, Paris, 1853-1855, tome 2, p. 161, 210, 336, 348425, 432-433, 527, 603, 724 (lire en ligne)
- « Réflexions sur la vie et le caractère de Montaigne, publiées à l'occasion d'un manuscrit d'éphémérides de sa famille, conservé à Bordeaux par M. O. de la Rose », dans Recueil des actes de l'Académie des sciences, belles-lettres et arts de Bordeaux, 1855, 17e année, p. 485-569 (lire en ligne) (tiré à part : imprimerie de G. Gounouilhou, Bordeaux, 1856 (lire en ligne))
- « Envoi de chansons populaires », dans Bulletin du Comité de la langue, de l'histoire et des arts de la France, Imprimerie impériale, Paris, 1857, tome 4, p. 27 (lire en ligne)
- « Découverte d'une sépulture gauloise aux environs de Bergerac, en janvier 1859 », dans Recueil des actes de l'Académie des sciences, belles-lettres et arts de Bordeaux, 1859, 21e année, p. 81-90 (lire en ligne)
- Dordogne. Noms anciens de lieux du département, imprimerie de Vve Justin Dupuy et Cie, Bordeaux, 1861 (lire en ligne)
- « Dominique de Gourgues », dans Bulletin du Comité d'histoire et d'archéologie de la province ecclésiastique d'Auch, 1861, tome 2, p. 466-490 (lire en ligne)
- Forêt royale de Ligurie, mentionnée dans le Capitulaire de Quierzy (an 877), imprimerie de Vve Dupuy , Bordeaux, 1863
- Le Dragon de Bergerac, étude sur une question historique relative à la vie de saint Front, imprimerie de Vve Dupuy , Bordeaux, 1864
- Foyers divers de silex taillés en Périgord, chez Coderc, Degréteau et Poujol, Bordeaux, 1866, Première partie, Bord de la Vézère (lire en ligne)
- Le Saint Suaire[4], suivi d'un Essai sur les pèlerinages à Jérusalem avant les croisades, par M. Martial Delpit, J. Bounet, Périgueux, 1868
- Dictionnaire topographique du département de la Dordogne, Imprimerie nationale, Paris, 1873 (lire en ligne)

Il a publié plusieurs articles dans la Revue numismatique, entre 1840 et 1851.

## Famille
- Joseph-Marie de Gourgue (1768-1832) marié à Londres, en 1797, à Augustine Marie Renée Lecointe de la Grave,
  - Joséphine-Marie-Suzanne de Gourgue (Hambourg, 1798-Bordeaux, 1881) mariée en 1825 à Charles Desmoulins, un scientifique, fils du directeur des douanes à Bordeaux.
  - Alexis Joseph Dominique de Gourgue(s) (1801-1885) marié en 1821 à Augusta-Philippine de Prunelé (1806-1861)
    - Anatole de Gourgue (1826-1876) marié en 1860 à Henriette Louise de Solages (1831-1883)
      - Blanche Blandine de Gourgue

    - Mathilde de Gourgue (1833-1862) mariée en 1856 à Raimond de Toulouse-Lautrec (1820-1888)
    - Auguste de Gourgue
    - Joséphine de Gourgue
    - Henri de Gourgue (1835-1926) marié à Madeleine de Pontac
      - Marguerite de Gourgue (1870-1964) mariée en 1893 à Olivier Foucher de Brandois (1870-1916)
      - Jeanne de Gourgue (1874-1973)
      - Dominique de Gourgue (1877-1949), l'abbé de Gourgue, dernier descendant mâle de la famille, chapelain de la basilique Saint-Louis-des-Français à Rome, il est rappelé au château de Lanquais par ses parents pour s'occuper de la propriété. Il transmet le château de Lanquais à sa sœur Marguerite Foucher de Brandois et à ses fils.
      - Geneviève de Gourgue (1879-1955), religieuse

    - Avitie de Gourgue (1840-1933) mariée en 1860 à Charles de Narbonne-Lara (1827-1906)
      - Isaac Alexis Marie Hélène Augustin de Narbonne-Lara (1861-1939)